# Івановецька сільська рада (Барський район)
Іванове́цька сільська́ ра́да — адміністративно-територіальна одиниця та орган місцевого самоврядування в Барському районі Вінницької області. Адміністративний центр — село Іванівці.

## Загальні відомості
- Територія ради: 30,823 км²
- Населення ради: 1 421 особа (станом на 2001 рік)
- Територією ради протікає річка Іванчанка.

## Населені пункти
Сільраді були підпорядковані населені пункти:
- с. Іванівці
- с. Шевченка

## Склад ради
Рада складалася з 16 депутатів та голови.
- Голова ради: Колос Анатолій Петрович
- Секретар ради: Третяк Галина Іванівна

### Керівний склад попередніх скликань
| Прізвище, ім'я, по батькові  | Основні відомості                                                 | Дата обрання | Дата звільнення |
| ---------------------------- | ----------------------------------------------------------------- | ------------ | --------------- |
| Саволюк Володимир Васильович | Сільський голова, 1976 року народження, освіта вища               | 26.03.2006   | 31.10.2010      |
| Саволюк Володимир Васильович | Сільський голова, 1976 року народження, освіта вища, безпартійний | 31.10.2010   | 25.03.2014      |
| Колос Анатолій Петрович      | Сільський голова, 1971 року народження, освіта вища, безпартійний | 26.10.2014   |                 |

Примітка: таблиця складена за даними сайту Верховної Ради України

### Депутати
За результатами місцевих виборів 2010 року депутатами ради стали:

#### За суб'єктами висування
| Суб'єкт висування                                       | Кількість обраних депутатів | %    |
| ------------------------------------------------------- | --------------------------- | ---- |
| Партія регіонів                                         | 6                           | 37,5 |
| Комуністична партія України                             | 4                           | 25   |
| Самовисування                                           | 4                           | 25   |
| Політична партія Всеукраїнське об'єднання «Батьківщина» | 2                           | 12,5 |

#### За округами
| № округу                                                | Прізвище, ім'я, по батькові    | Дата визнання обраним | Освіта             | Партійна приналежність                        | Відомості про обраного депутата                                |
| ------------------------------------------------------- | ------------------------------ | --------------------- | ------------------ | --------------------------------------------- | -------------------------------------------------------------- |
| Комуністична партія України                             |                                |                       |                    |                                               |                                                                |
| 3                                                       | Ясінська Валентина Трофимівна  | 02.11.2010            | середня спеціальна | позапартійна                                  | пенсіонер                                                      |
| 9                                                       | Пальонко Тамара Йосипівна      | 02.11.2010            | вища               | позапартійна                                  | Вінницька колегія адвокатів, адвокат                           |
| 10                                                      | Гонтар Леся Миколаївна         | 02.11.2010            | вища               | позапартійна                                  | Івановецька амбулаторія, медсестра                             |
| 12                                                      | Ткачук Тамара Володимирівна    | 02.11.2010            | середня спеціальна | позапартійна                                  | ТОВ «Комарівці», різноробоча                                   |
| Партія регіонів                                         |                                |                       |                    |                                               |                                                                |
| 1                                                       | Сабайдаш Зінаїда Олександрівна | 02.11.2010            | середня спеціальна | член Партії регіонів                          | Івановецький СБК, директор                                     |
| 6                                                       | Коваль Леонід Демидович        | 02.11.2010            | вища               | позапартійний                                 | Івановецька загальноосвітня школа, вчитель                     |
| 7                                                       | Неприлюк Марія Володимирівна   | 02.11.2010            | середня спеціальна | позапартійна                                  | Івановецький дошкільний навчальний заклад, вихователь          |
| 8                                                       | Мельник Наталія Михайлівна     | 02.11.2010            | вища               | позапартійна                                  | Івановецька амбулаторія ЗПСМ, лікар                            |
| 11                                                      | Третяк Галина Іванівна         | 02.11.2010            | середня спеціальна | позапартійна                                  | Івановецька сільська рада, секретар                            |
| 13                                                      | Заєць Полікарп Станіславович   | 02.11.2010            | середня спеціальна | позапартійний                                 | пенсіонер                                                      |
| Політична партія Всеукраїнське об'єднання «Батьківщина» |                                |                       |                    |                                               |                                                                |
| 4                                                       | Саволюк Тетяна Аркадіївна      | 02.11.2010            | вища               | член Всеукраїнського об'єднання «Батьківщина» | будівельно- монтажне підприємство, бухгалтер                   |
| 16                                                      | Завадська Тетяна Іванівна      | 02.11.2010            | середня спеціальна | позапартійна                                  | Івановецьке споживче товариство, голова                        |
| Самовисування                                           |                                |                       |                    |                                               |                                                                |
| 2                                                       | Акунець Олена Сергіївна        | 27.10.2014            | вища               | позапартійна                                  | Івановецький ДНЗ «Дзвіночок», вихователь                       |
| 5                                                       | Шлячук Наталія Євгенівна       | 02.11.2010            | середня спеціальна | позапартійна                                  | Івановецький дошкільний навчальний заклад, помічник вихователя |
| 14                                                      | Лисько Аліна Григорівна        | 02.11.2010            | вища               | позапартійна                                  | тимчасово не працює                                            |
| 15                                                      | Саволюк Демян Тихонович        | 02.11.2010            | середня спеціальна | позапартійний                                 | Івановецька сільська рада, землевпорядник                      |